# 3-я эстонская добровольческая бригада СС
3-я эстонская добровольческая бригада СС (1-я эстонская) (нем. 3. Estnische SS-Freiwilligen-Brigade (estnische Nr.1), эст. Eesti SS-vabatahtlike brigaad) — тактическое соединение войск СС нацистской Германии, состоявшее из эстонских добровольцев. Сформированная в мае 1943 года на базе Эстонского легиона и с 5 мая 1943 года именовалась Эстонской добровольческой бригадой (Estnische SS-Freiwilligen Brigade). 24 января 1944 года развернута в 20-ю гренадерскую дивизию СС.

## История
Осенью 1942 г. немцами был создан Эстонский легион. Опыт использования эстонцев на фронте доказал целесообразность формирования крупных эстонских частей. Поэтому в мае 1943 г. была создана эстонская добровольческая бригада СС. 26 октября 1943 г. бригада получила номер и стала, таким образом, 3-й эстонской добровольческой бригадой СС. Помимо двух полков в бригаде имелись: учебно-запасной батальон в Дебице и рота связи с номером 33 плюс артиллерийский и зенитный дивизионы с № 53 и полевой запасной батальон с тем же номером. Прибыв на фронт в группу армий «Север», бригада была введена в состав 8-го армейского корпуса 16-й армии и в декабре 1943 г. — январе 1944 г. вела антипартизанские операции в районе Старой Руссы. Номинальным эстонским командиром бригады был назначен легионс-оберфюрер Йоханнес Соодла, командиром 1-го полка бывший командир диверсионной группы «Эрна» Ханс Кург, командиром 2-го полка легионс-штандартенфюрер Туулинг. 24 января 1944 г. бригада была развёрнута в 20-ю гренадерскую дивизию СС.

## Местонахождение
- с мая 1943 по январь 1944 (СССР)

## Подчинение
- 8-й армейский корпус 16-й армии группы армий «Север» (май 1943 — январь 1944)

## Командиры
- штандартенфюрер СС Франц Аугсбергер (5 мая 1943 — 24 января 1944)

## Состав
- 45-й гренадерский полк СС (SS-Grenadier-Regiment 45)
- 46-й гренадерский полк СС (SS-Grenadier-Regiment 46)
- 53-й артиллерийский дивизион СС (SS-Artillerie-Abteilung 53)
- 53-я противотанковая батарея СС (SS-Panzerjäger-Batterie 53)
- 53-я зенитная батарея СС (SS-Flak-Batterie 53)
- 53-я мотоциклетная рота СС (SS-Kradschützen-Kompanie 53)
- 53-я сапёрная рота СС (SS-Pionier-Kompanie 53)
- 33-я рота связи СС (SS-Nachrichten-Kompanie 33)
- 53-я санитарная рота СС (SS-Sanitäts-Kompanie 53)
- 53-я ветеринарная рота СС (SS-Veterinär-Kompanie 53)
- 53-й отряд снабжения СС (SS-Versorgungs-Truppen 53)
- 33-й полевой запасной батальон СС (SS-Feldersatz-Bataillon 33)